# Camille Schneider
Pour les articles homonymes, voir Schneider.
Camille Schneider, né le 29 novembre 1900 à Molsheim (Alsace-Lorraine) et mort le 7 août 1978 à Strasbourg, est un résistant français, enseignant d'École normale, homme de lettres et chroniqueur radio alsacien. 

## Biographie
Il est l’un des promoteurs dans les années 1920 de la fête des Mères, adoptée en France le 20 avril 1926.
En 1927, il crée, avec Gustave Stoskopf (1869-1944) et Gustave-Edmond Naegelen, la Société des Écrivains Alsaciens et Lorrains.
Il est le créateur, à Strasbourg en novembre 1940, de l'un des premiers journaux clandestins français, L'Alsace - Journal libre, durant l'Occupation. Malgré plusieurs enquêtes de la Gestapo restées vaines, 37 numéros sont publiés, sous le pseudonyme de R.W., allusion au Gauleiter de Bade, Robert Wagner. Camille Schneider aurait eu uniquement deux collaborateurs, Schaeffer et Wild.
Après-guerre il a contribué à la Renaissance Française en Alsace, comme auteur, conférencier, et fut également chroniqueur littéraire (littérature française et allemande) à Radio Alsace.
De 1972 à 1978, Camille Schneider fut le président de l'Académie d'Alsace des sciences, lettres et arts.

## Reconnaissance
Un lycée de sa ville natale Molsheim porte aujourd'hui son nom.